# Tramwaje w Złatouście

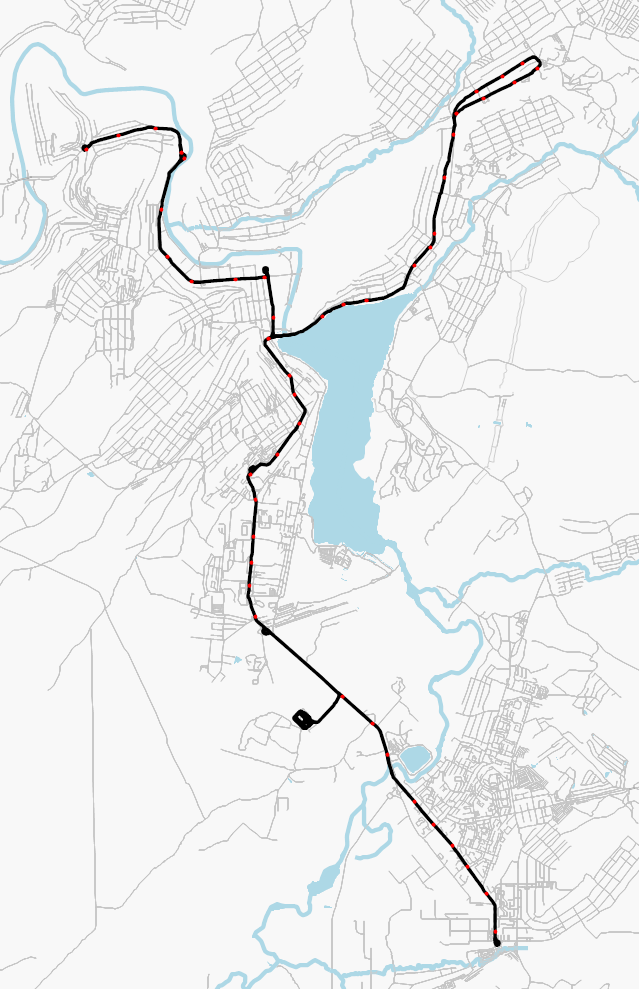
Schemat sieci tramwajowej

Tramwaje w Złatouście − system komunikacji tramwajowej w rosyjskim mieście Złatoust.

## Historia
Pierwsze plany budowy tramwajów w Złatouście powstały w 1928. W 1934 projekt został zaakceptowany i 20 kwietnia rozpoczęto budowę linii w okolicach kombinatu metalurgicznego. Pięć dni później rozpoczęto budowę zajezdni tramwajowej na 20 wagonów. Otwarcie 5,8 kilometrowej linii nastąpiło 25 grudnia 1934. Otwarta linia miała 11 przystanków i była obsługiwana przez 7 wagonów. W 1935 rozpoczęto budowę drugiej linii do dworca kolejowego, którą 23 lutego 1936 ukończono. Po uruchomieniu drugiej linii, trasy ich wyglądały następująco:
- 1: Płoszczad – Metallurgiczeskij zawod (zakłady metalurgiczne)
- 2: Płoszczad – Wokzał

W 1962 długość linii wynosiła 12,8 km. W latach późniejszych kilkukrotnie wydłużano linie tramwajowe.
Obecnie sieć tramwajowa składa się z dwóch linii, które kurują na trasach:
- 1: Maszynostroitel - Uniwersytet (Maszynostroititel − Uniwersytet)
- 3: PTU-35 - Płoszczad metallurgow (ul. Rumiancewa − plac Metalurgów)

Do 1997 działały linie nr 4 i 5 (były to krótsze wersje linii nr 1), które zostały połączone w jedną linię nr 1. Oprócz linii nr 1 i 3 po mieście kursuje linia nr 2 jako sezonowa.

## Zajezdnia
Budowę zajezdni przy K. Marksa (К. Маркса) rozpoczęto 25 kwietnia 1934, która miała pomieścić 20 wagonów (10 silnikowych i 10 doczepnych). W latach 1954–1962 przebudowywano zajezdnię i zwiększono liczbę stanowisk do napraw wagonów do 12, długość torów na terenie zajezdni wynosiła 1522 m. W 1978 wybudowano nową zajezdnię poza centrum, która funkcjonuje do dzisiaj.

## Tabor
Pierwszymi wagonami eksploatowanymi w Złatouście były to tramwaje typu X (wagony silnikowe) i M (wagony doczepne). W 1953 otrzymano pierwsze dwa wagony MTV-82. Następnymi nowymi wagonami były tramwaje typu RVZ-6 dostarczone w 1963. W 1976 dostarczono pierwsze tramwaje KTM-5. W 1992 zakupiono pierwszy tramwaj KTM-8K. W 2000 zaprojektowano i przebudowano jeden tramwaj KTM-5, który przy ostatnich trzecich drzwiach ma obniżoną podłogę z pomostem dla wózków. Wagon ten kursuje od maja do listopada. Obecnie po Złatouście kursuje 74 wagonów głównie KTM-5 uzupełnieniem są: KTM-8 i KTM-19. Na początku czerwca 2011 na testy przybył tramwaj KTM-31.
| Typ      | Liczba, sztuk |
| -------- | ------------- |
| KTM-5    | 23            |
| KTM-5A   | 21            |
| KTM-8KM  | 13            |
| KTM-19KT | 8             |
| KTM-8K   | 5             |
| KTM-19A  | 1             |